# Peter zu Rantzau

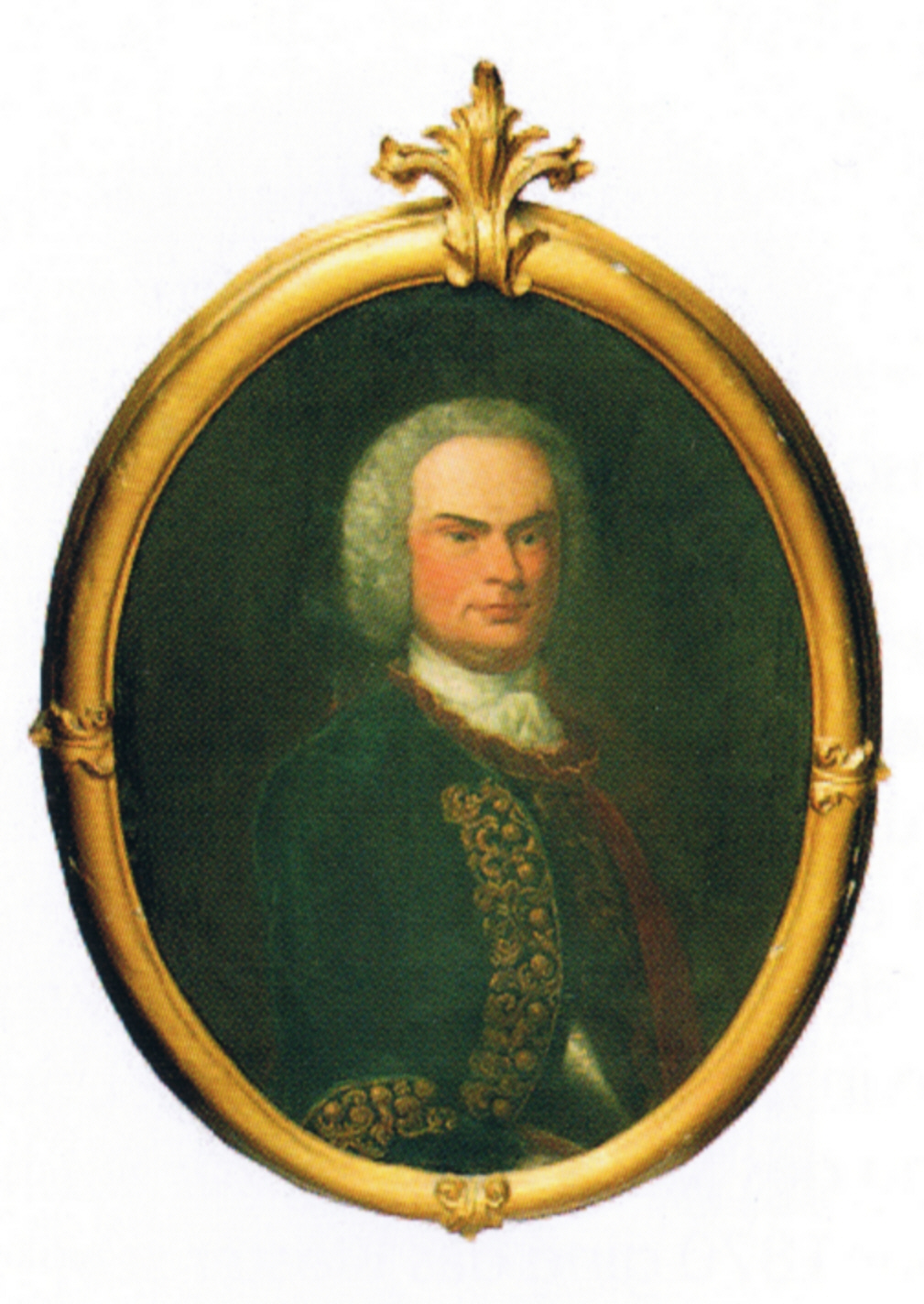
Peter zu Rantzau (1733–1809)

Peter Graf zu Rantzau (* 1733; † 22. August 1809 im Kloster Uetersen) war Königlicher Dänischer Kammerherr, Land- und Regierungsrat in Glückstadt und Klosterprobst im Kloster Uetersen.

## Leben
Er entstammte der einflussreichen Adelsfamilie Rantzau und wurde am 16. September 1785 zum Propst des Klosters in Uetersen gewählt und stand damit im Dienst der dänischen Krone. Er war der Großvater des Schriftstellers Theodor von Kobbe, der über ihn schrieb: Seit 1804 war ich in diesem Klosterflecken und nach dem im August 1809 erfolgten Tode meines Großvaters, des dortigen Prälaten Grafen Rantzau,...das wenige Gute, was sich in meinem glücklichen Naturell ausgebildert hat,...ich verdanke dies alles ihm, dem liebenswürdigen poetischen und wohlunterrichteten Manne,... An Uetersen knüpfe ich meine liebsten Erinnerungen. Peter zu Rantzau starb im August 1809, einige Jahre nach seiner Gemahlin und wurde er auf dem Jungfernfriedhof des Klosters beigesetzt.